# We Walk
"We Walk" é o sexto e último single do primeiro álbum da banda The Ting Tings, We Started Nothing. O single foi lançado no dia 23 de fevereiro de 2009.

## Faixas
1. "We Walk" (radio edit) - 3:31
2. "We Walk" (instrumental) - 4:04

## Desempenho nas paradas
| Parada (2009)            | Melhor Posição |
| ------------------------ | -------------- |
| Australian Airplay Chart | 14             |
| UK Singles Chart         | 58             |